# PSR B1620-26

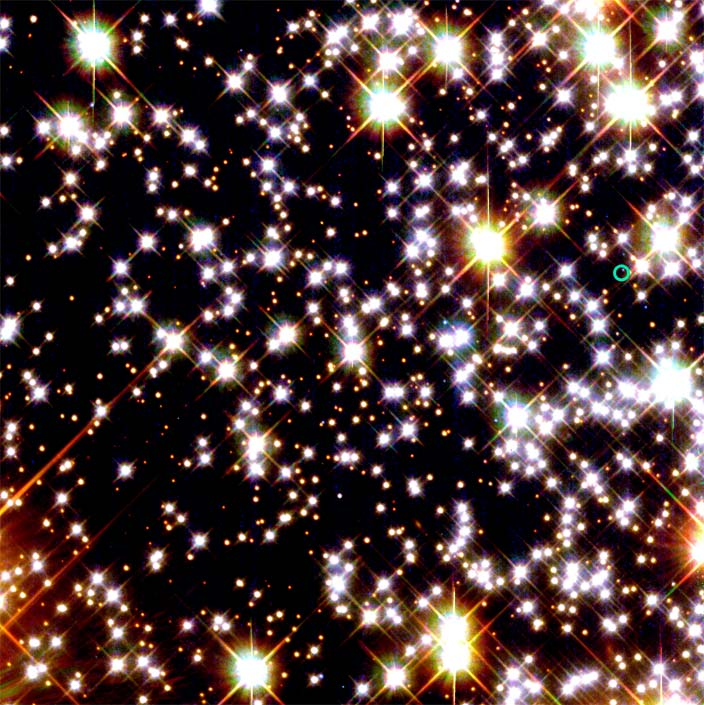
Localização do pulsar PSR B1620-26.

PSR B1620-26 é uma estrela binária localizada no aglomerado globular Messier 4.
Tem luminosidade de 0,00000000136 x o Sol tem período de rotação de 0,011 segundos
A estrela WD B1620-26 a orbita a uma distância de aproximadamente 0,65 UA.
O planeta PSR B1620−26 b também a orbita a uma distância média de 22,98 UA.